# Stemma dell'Uganda
Lo stemma dell'Uganda è stato adottato il 9 ottobre 1962.

## Descrizione
La parte centrale dello stemma è costituita da uno scudo e da due lance, che rappresentano la difesa della patria. Sullo scudo sono raffigurate tre immagini: nella porzione superiore le onde, che rappresentano il lago Vittoria e il lago Alberto; nella porzione centrale il Sole e nella porzione inferiore il tamburo tradizionale, simbolo della danza e dell'unione tra le genti. Lo sfondo della parte centrale e di quella inferiore dello scudo è nero. I due animali che sostengono lo scudo sono a destra un cob ugandese e a sinistra una gru coronata, simboli della fauna nazionale. Alla base dello scudo vi è raffigurata una collina verde fertile e una rappresentazione del fiume Nilo, ai lati del quale vi sono le due colture principali, il caffè a sinistra e il cotone a destra. Ai piedi dello stemma vi è il motto su un nastro bianco FOR GOD AND MY COUNTRY (trad. dall'inglese "Per Dio e per il mio Paese").